# Aniano de Alexandria
Aniano de Alexandria foi Patriarca de Alexandria entre 68 e 82. Ele foi ordenado como o sucessor de São Marcos e foi também o primeiro convertido para o Cristianismo na região.

## São Marcos
Marcos estava entrando em Rakotis, um subúrbio de Alexandria, após ter chegado de sua viagem de Cirene, na Pentápole líbia, quando a tira de sua sandália se soltou. Ele encontrou um sapateiro, Aniano, disposto a consertá-la. Enquanto ele trabalhava na sandália, a furadora de sapateiro escorregou em suas mãos e acabou por machucá-la. Aniano gritou "Heis ho Theos" ("Deus é um") de dor e Marcos logo aproveitou a oportunidade para pregar-lhe o cristianismo, ao mesmo tempo que, conta a tradição, ele curou milagrosamente as mãos de Aniano.
Como é que Aniano já era um monoteísta em Alexandria naqueles dias é uma conjectura. Alguns sugeriram que ele era um judeu ou, talvez, um nativo pagão que já estava sob influência da rica comunidade judaica e aprendera suas crenças monoteístas ali. Outros defendem que Aniano era um nobre, embora isso pareça contradizer a documentação disponível.
Qualquer que seja a resposta, Marcos foi convidado a ir à casa de Aniano, onde ele ensinou o cristianismo para a família dele e os batizou. Uma grande quantidade de pessoas foram então rapidamente convertidas por Marcus e seus seguidores, incitando os habitantes locais que não se converteram a defender seus deuses tradicionais frente à nova fé.

## Ordenação de Aniano

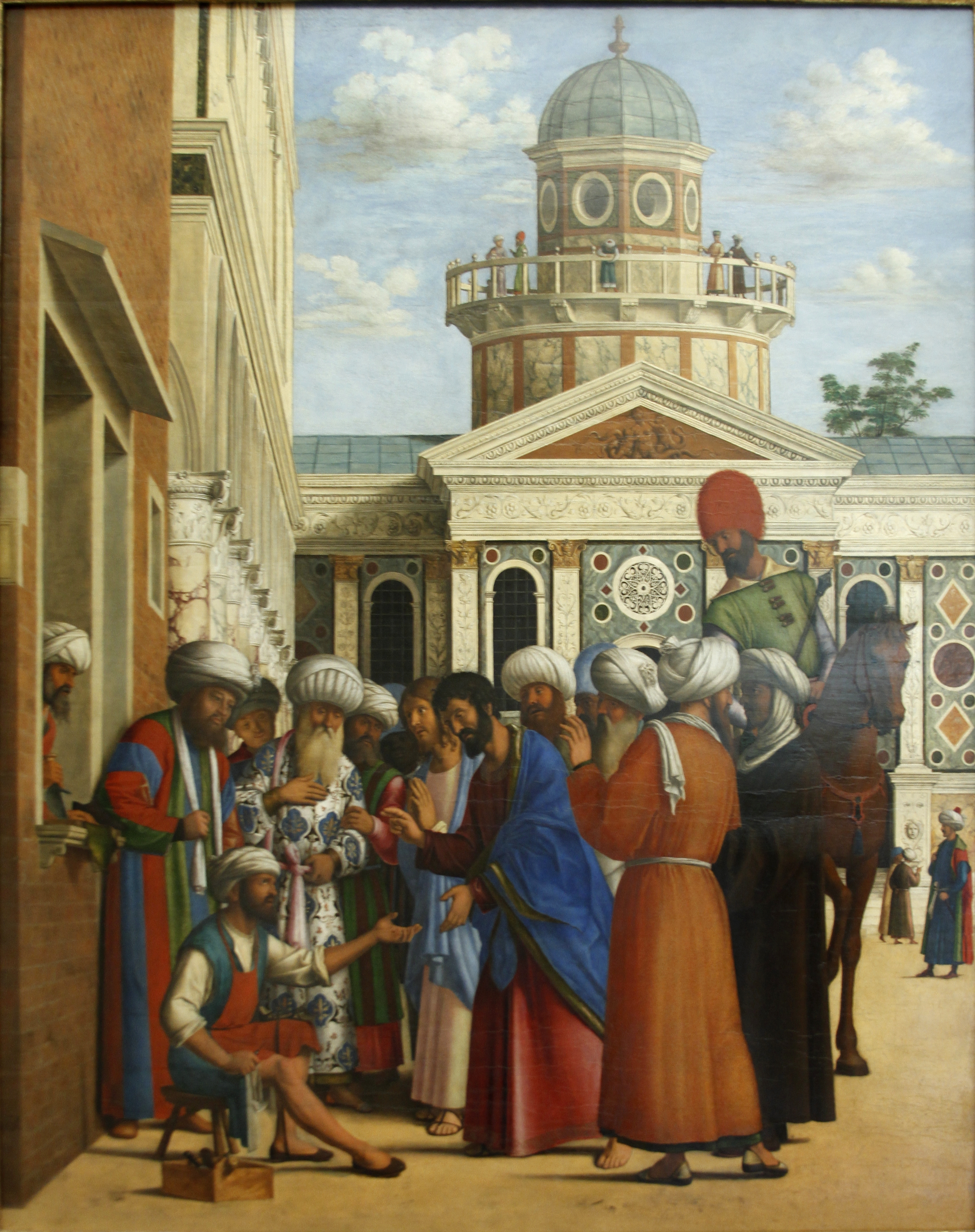
A cura de Aniano.
Por Cima da Conegliano, atualmente no Staatliche Museen, em Berlim.

Marcos, o estrangeiro, decidiu que seria melhor se ele deixasse a região por um tempo. Ele ordenou Aniano bispo em sua ausência. Ele também ordenou três presbíteros e sete diáconos na mesma ocasião, dando ao grupo a missão de vigiar a nascente Igreja de Alexandria na sua ausência.
Marcos ficou fora por dois anos, durante os quais acredita-se que ele tenha ido à Roma, Aquileia e andado pela Pentápole, pregando, realizando milagres e convertendo gente em cada lugar que passava. Na sua volta, ele viu que a Igreja tinha crescido significativamente e que eles já seria capazes de construir a primeira igreja para eles em Bucalis, na costa leste do porto de Alexandria, também conhecido como o Porto Magno da dinastia ptolemaica.
Após o martírio de Marcos no dia 30 de baramudah, Aniano se tornou o Patriarca da Igreja em Alexandria. Ele permaneceria nesta posição por dezessete anos e meio. Durante todo este tempo, o número de cristãos na área cresceu significativamente e Aniano ordenou novos padres e diáconos para a igreja crescente. A extensão da evangelização que eles realizaram é desconhecida, embora acredite-se que ela tenha ocorrido, pelo menos em alguma medida, de forma clandestina, dada a hostilidade da população local para com a nova fé. Ariano morreu na cama e foi enterrado ao lado de Marcos na igreja em Bucalis.

## Controvérsia
É assunto de disputa se Aniano foi o primeiro ou o segundo Patriarca de Alexandria. A Igreja Católica Romana defende que ele foi o primeiro. A Igreja Ortodoxa Copta de Alexandria defende que Marcos foi o primeiro, fazendo de Aniano o segundo.